# 瀧川益氏
瀧川益氏（1527年?—1635年），日本戰國時代至江戶時代初期的武將。瀧川氏一族。

## 生平
織田氏家臣瀧川一益的從弟。另外，亦有說法指與佐治益氏為同一人物，或是兩人被混淆。
仕於一益。天正9年（1582年），參與甲州征伐。同年6月，參與神流川之戰。在一益失去上野國後，跟隨一益向伊勢國敗走。
天正11年（1583年），在賤岳之戰中，一益投向柴田勝家，乘關盛信離城之際，奪去龜山城，在一益驅逐於嶺城的羽柴秀吉派的岡本宗憲後，進入龜山城，而嶺城則交了瀧川益重，兩城受羽柴軍猛攻。在龜山城從2月16日開始被包圍後，雖然進行防戰，不過因為一益派遣使者前往龜山城，並建議開城投降，於是在3月3日開城，並進入長島城。
之後生平不詳。在寬永12年（1635年）死去。